# Gnophosema kurdistana
Gnophosema kurdistana là một loài bướm đêm trong họ Geometridae.